# Гіаліт

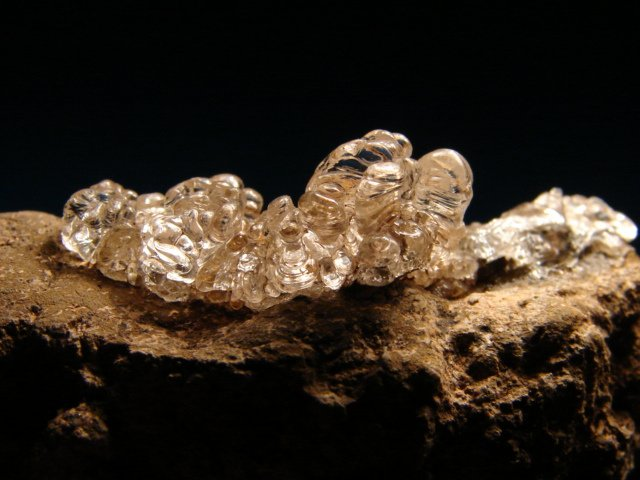
Гіаліт

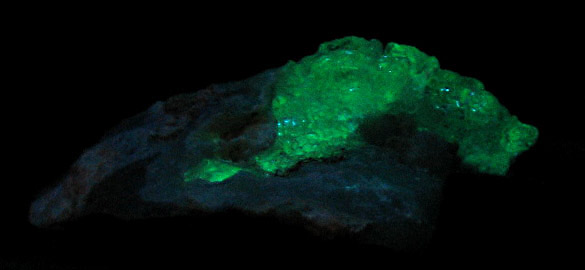
Гіаліт, який флуоресціює в ультрафіолетовому світлі

Гіаліт — прозорий різновид опалу. Зустрічається у вигляді кірок і натічних мас.
Інші значення:
- те ж саме, що й аксиніт.
- склувата порода, вулканічне скло.